# Microtylopteryx fusiformis
Microtylopteryx fusiformis är en insektsart som beskrevs av Rehn, J.A.G. 1905. Microtylopteryx fusiformis ingår i släktet Microtylopteryx och familjen gräshoppor.

## Underarter
Arten delas in i följande underarter:
- M. f. fusiformis
- M. f. chiapensis
- M. f. worthi
- M. f. fastigiata